# Zusamaltheim
Zusamaltheim – miejscowość i gmina w Niemczech, w kraju związkowym Bawaria, w rejencji Szwabia, w regionie Augsburg, w powiecie Dillingen an der Donau, wchodzi w skład wspólnoty administracyjnej Wertingen. Leży około 12 km na południowy wschód od Dillingen an der Donau, nad rzeką Zusam.

## Dzielnice
W skład gminy wchodzą następujące dzielnice:
Sontheim i Zusamaltheim.

## Demografia
| Rok  | Liczba mieszk. |
| ---- | -------------- |
| 1970 | 913            |
| 1987 | 912            |
| 2000 | 1 275          |

## Polityka
Wójtem gminy jest Wolfgang Grob z BB, rada gminy składa się z 12 osób.
|      | BB | FWG Sontheim | Razem |
| 2008 | 9  | 3            | 12    |
| 2002 | 7  | 5            | 12    |

## Oświata
W gminie znajduje się przedszkole oraz szkoła podstawowa (11 nauczycieli oraz 188 uczniów).